# Идущий в огне (фильм, 1986)
«Идущий в огне» (англ. Firewalker) — кинофильм, боевик, комедия режиссёра Джея Ли Томпсона. Одна из немногих комедийных ролей в репертуаре Чака Норриса.

## Сюжет
Макс и Лео — двое искателей приключений, чьи попытки найти сокровище почти никогда не были удачными. После очередного провала, чудом оставшись в живых, они сидят в баре для людей с сомнительной репутацией, где с ними знакомится любительница археологии Патрисия Гудвин. У неё есть карта, указывающая путь к храму, хранящему тайну золота индейцев. И вот авантюрная троица отправляется в очередное путешествие, полное опасностей, драк, встреч и множества смешных моментов.

## В ролях
- Чак Норрис — Макс Дониган
- Луис Госсетт-младший — Лео Портер
- Мелоди Андерсон — Патрисия Гудвин
- Уилл Сэмпсон — Высокий Орёл
- Сонни Лэндхэм — Койот
- Джон Рис-Дэвис — Корки